# Парад в Воронеже 7 ноября 1941 года
Пара́д в Воро́неже 7 ноября́ 1941 го́да — военный парад в ознаменование 24-й годовщины Октябрьской революции, проходивший на главной городской площади — площади XX-летия Октября (ныне площадь Ленина) во время Великой Отечественной войны. Таких парадов в этот день было всего три — в Москве, в Куйбышеве и в Воронеже.

## Предыстория
Проведению парада предшествовал разгар наступления немецких войск, когда линия фронта находилась менее чем в 200 километрах от Воронежа. В это время остатки сил Юго-Западного фронта, отступивших с Украинской ССР, уже отошли на рубеж восточнее Белгорода, Харькова и Курска (оккупированы 24 октября, 25 октября и 4 ноября соответственно).
В октябре 1941 года в Воронеж переместились Главное командование Юго-Западного направления и Юго-Западного фронта во главе с бывшим наркомом обороны СССР маршалом Советского Союза С. К. Тимошенко. Штаб фронта разместился в здании школы на улице Сакко и Ванцетти. В Воронеж также переместилась часть украинской и белорусской интеллигенции.
Воронеж приобрёл статус прифронтового города. Начались первые налёты немецкой авиации. В середине октября было принято решение об эвакуации промышленных предприятий Воронежа на восток.
Решение о проведении парада подразделений Юго-Западного фронта в прифронтовых условиях принималось ставкой в Воронеже в обстановке строжайшей секретности в ночь перед проведением парада. Существовал риск бомбардировки шествия силами Люфтваффе. Многие бойцы даже не знали, что прибыли на парад.
По воспоминаниям участника парада П. М. Арчакова, 5 ноября прошла репетиция шествия. Все подразделения привезли из села Масловки в Воронеж и выстроили на центральной площади. Участникам сказали, что идёт подготовка к смотру войск для инспекторской проверки высоким начальством. Войска прошли дважды мимо здания Воронежского обкома ВКП(б) и были отправлены назад в пригород.

## Проведение парада

Маршал Советского Союза С. К. Тимошенко, член Военного совета фронта Н. С. Хрущёв, председатель Воронежского ГКО В. Д. Никитин на трибуне у Воронежского обкома ВКП(б) во время парада

Погода в день парада была пасмурная и туманная, при температуре 0…-3 °C шёл мокрый снег. В мирное время такая погода могла бы помешать мероприятию, но в военное время она наоборот нивелировала возможность атаки авиации.
Части Воронежского гарнизона были выстроены на площади XX-летия Октября в каре. На трибунах у здания Воронежского обкома ВКП(б) разместились представители заводов и фабрик. По громкоговорителям транслировалась речь И. В. Сталина с московского парада, который уже завершился.
Воронежский парад начался утром в 11:00. Им командовал заместитель командующего фронтом генерал-лейтенант Фёдор Яковлевич Костенко, а принимал на боевом коне — командующий фронтом маршал Советского Союза Семён Константинович Тимошенко.
После объезда частей Тимошенко поднялся на трибуну, поприветствовал бойцов, поздравил с днём Великой Октябрьской социалистической революции и прочитал вдохновляющую речь. Рядом с ним находились начальник штаба Юго-Западного фронта генерал-майор Иван Христофорович Баграмян (по воспоминаниям некоторых очевидцев именно он читал торжественную речь, вместо заболевшего ангиной Тимошенко) и будущий первый секретарь ЦК КПСС Никита Хрущёв. Также на трибунах присутствовали польская писательница Ванда Василевская и украинский писатель Александр Корнейчук. Маршал Советского Союза призывал::
Дорогие товарищи! Враг коварен и силён. Методы его борьбы подлы и мерзки, но силы нашего народа, героизм наших славных бойцов велики и неисчерпаемы. Наш народ непобедим! <…> Победа будет за нами! Порукой этому является героизм советского народа, правое дело, за которое мы боремся.
После торжественной речи, в 11:30 началось праздничное прохождение войск и боевой техники. В шествии участвовали 327-я, 45-я и 227-я стрелковые дивизии; 17-я и 18-я курсантские стрелковые бригады. Открыла шествие 327-я стрелковая дивизия во главе с полковником Иваном Михайловичем Антюфеевым. Музыкальное сопровождение осуществлял сводный духовой оркестр старшего лейтенанта К. И. Массалитинова. Прозвучали марши «Москва майская», «Интернационал», «Славься», «Кавалерийская рысь» и другие.
После стрелков прошли артиллерия, мотоциклетные отряды, бронетехника и танки в белой маскировке. По легенде в параде использовали пушки с гражданской войны, взятые в краеведческом музее. Длился парад полтора часа.

По окончании парада прошла 100-тысячная демонстрация воронежцев. Демонстрацию открывали представители Ворошиловского и Кагановичского районов (ныне Ленинский и Центральный районы соответственно) под лозунгом: 
Смерть гитлеровским кровавым собакам, стремящимся поработить и ограбить народы Советского Союза!
Так же как и с Красной площади в Москве, бойцы Юго-Западного фронта уходили прямо на передовую. Промаршировав по площади XX-летия Октября, воины отправлялись по проспекту Революции на железнодорожный вокзал, откуда многие отправлялись поездами на фронт, большей частью под Москву и Елец.
Парад имел большое значение для поднятия боевого духа Красной армии и мирных граждан.

## Память

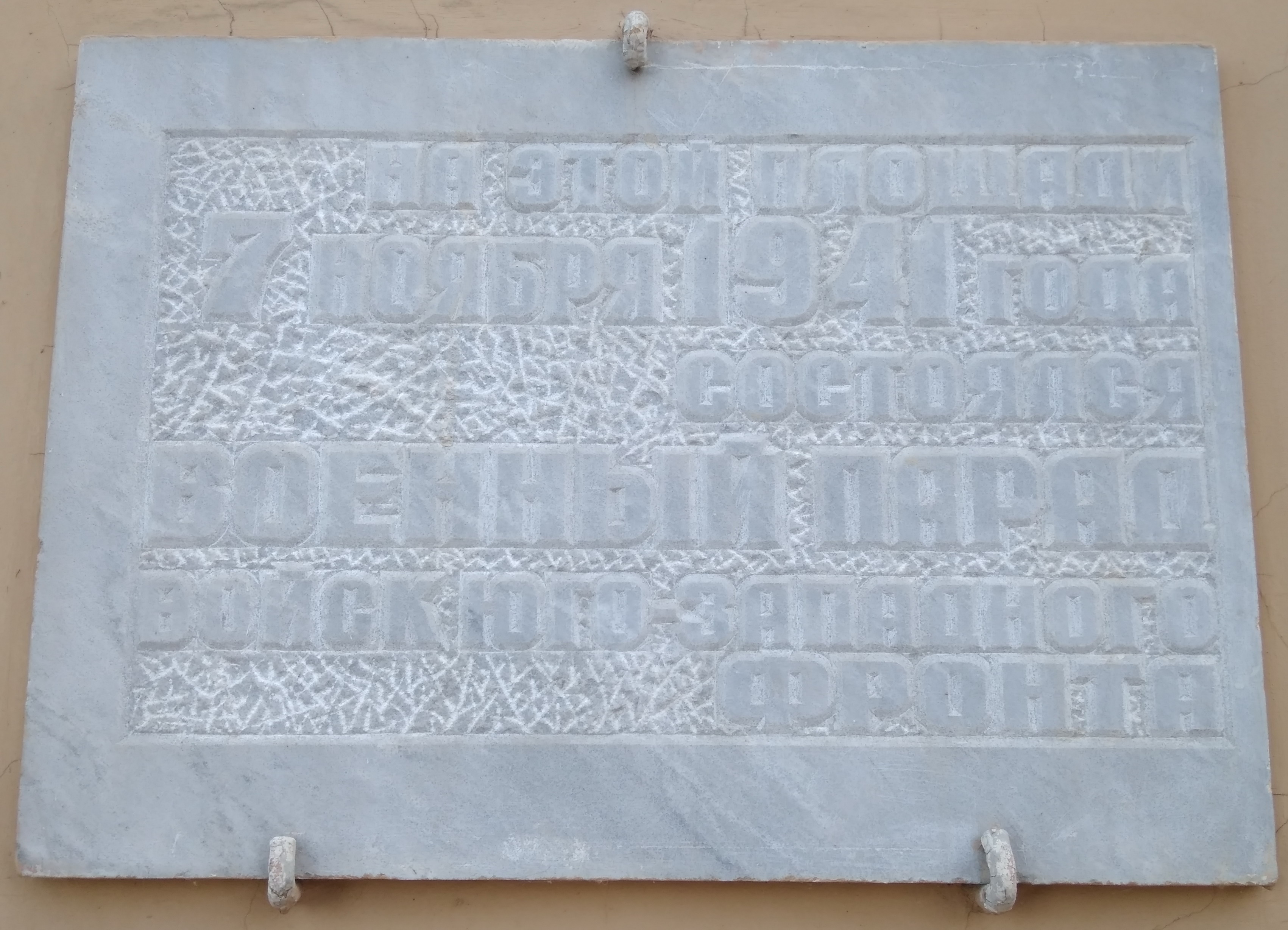
Мемориальная доска Воронежскому военному параду 7 ноября 1941 года

Парад в Воронеже менее известен, чем шествия в Москве и Куйбышеве. Кадров кинохроники с него не сохранилось. Существуют только единичные фотографии с парада, которые можно увидеть в музее «Арсенал». Парад также описан в воспоминаниях Маршалов Советского Союза С. К. Тимошенко и И. Х. Баграмяна, композитора К. И. Массалитинова.

В 1984 году на здании Воронежской областной универсальной научной библиотеки имени И. С. Никитина была открыта мемориальная доска с текстом: 
На этой площади 7 ноября 1941 года состоялся военный парад войск Юго-Западного фронта.
В 2016 году, к 75-летию исторического парада, военно-патриотическим клубом «Набат» была впервые проведена историческая реконструкция парада. Реконструкция события была также проведена в 2019 году. Обе реконструкции проводились в Левобережном районе Воронежа на Ленинском проспекте, около музея «Диорама».